# Kanton Gonzalo Pizarro
Der Kanton Gonzalo Pizarro befindet sich in der Provinz Sucumbíos im Nordosten von Ecuador. Er besitzt eine Fläche von 2229 km². Im Jahr 2022 lag die Einwohnerzahl bei rund 10.400. Verwaltungssitz des Kantons ist die Ortschaft Lumbaquí mit 2000 Einwohnern (Stand 2010).

## Lage
Der Kanton Gonzalo Pizarro liegt im Südwesten der Provinz Sucumbíos. Das Gebiet reicht im Westen bis zur Cordillera Real. Über den Osten des Kantons erstreckt sich das Amazonastiefland. Der Río Aguarico durchfließt den Nordosten des Kantons. Der Río Coca begrenzt den Kanton im Südosten. An der südlichen Kantonsgrenze erhebt sich der 3562 m hohe Vulkan Reventador. Im Südwesten bildet der Río Salado und dessen linker Quellfluss Río Azuela die Kantonsgrenze. Die Fernstraßen E10 (Tulcán–Nueva Loja) und E45 (Baeza–Nueva Loja) durchqueren den Kanton.
Der Kanton Gonzalo Pizarro grenzt im Osten an den Kanton Cascales, im Südosten an den Kanton Francisco de Orellana der Provinz Orellana, im Süden an den Kanton El Chaco der Provinz Napo, im Westen an den Kanton Cayambe der Provinz Pichincha und den Kanton Pimampiro der Provinz Imbabura sowie im Norden an den Kanton Sucumbíos.

## Verwaltungsgliederung
Der Kanton Gonzalo Pizarro ist in die Parroquia urbana („städtisches Kirchspiel“)
- Lumbaquí

und in die Parroquias rurales („ländliches Kirchspiel“)
- El Reventador
- Gonzalo Pizarro
- Puerto Libre

gegliedert.

## Geschichte
Der Kanton Gonzalo Pizarro wurde am 18. August 1986 in der Provinz Napo gegründet. Benannt wurde der Kanton nach Gonzalo Pizarro, einem spanischen Konquistador. Am 25. Januar 1989 wurde der Kanton Teil der neu geschaffenen Provinz Sucumbíos.
Entwicklung der Einwohnerzahl im Kanton Gonzalo Pizarro bei landesweiten Volkszählungen zum jeweiligen Gebietsstand:
| Jahr                    | Einwohner | +/-    |
| ----------------------- | --------- | ------ |
| 1990                    | 4.472     | –      |
| 2001                    | 6.964     | 55,7 % |
| 2010                    | 8.599     | 23,5 % |
| 2022                    | 10.356    | 20,4 % |
| Datenherkunft: Wikidata |           |        |

## Ökologie
Der Westen des Kantons befindet sich innerhalb des Nationalparks Cayambe Coca.